# Młyńsko (Sianowo)
Młyńsko (kaszb.Młëniskò) – część wsi Sianowo w Polsce, położona w województwie pomorskim, w powiecie kartuskim, w gminie Kartuzy.
W latach 1975–1998 Młyńsko administracyjnie należało do województwa gdańskiego.